# 幸福保衛戰
《幸福保衛戰》，是民視於2020年全新推出的新型態綜藝節目，節目主持人為孫協志、王仁甫。節目製作團隊為麗群影視（原舞力全開製作團隊），從2020年9月19日起，每週六晚上10點於民視無線台播出

。

2020年9月因愛妮雅化妝品冠名贊助而改名為《幸福保衛戰愛妮雅化妝品》，12/25宣佈節目第一次小改版，8/14起由明星許願池接檔本節目播出。

## 播出時間
以下時間以當地時間（台灣時間）為準

### 首播
| 頻道       | 所在地 | 播映期間                      | 播出時間            |
| ---------- | ------ | ----------------------------- | ------------------- |
| 民視無線台 | 臺灣   | 2020年9月19日                 | 每週六22：00-23：45 |
| 民視無線台 | 臺灣   | 2020年9月26日 - 2021年2月13日 | 每週六22：00-23：30 |
| YouTube    | 全球   | 2020年9月19日                 | 每週六 23:45上傳    |
| YouTube    | 全球   | 2020年9月26日 - 2021年2月13日 | 每週六 23:30上傳    |

### 重播
| 頻道       | 所在地 | 播映期間                      | 播出時間            |
| ---------- | ------ | ----------------------------- | ------------------- |
| 民視無線台 | 臺灣   | 2020年9月25日                 | 每週五23:48-01:33   |
| 民視無線台 | 臺灣   | 2020年10月2日 - 2020年10月9日 | 每週五23:48-01:18   |
| 民視無線台 | 臺灣   | 2020年10月18日 - 2021年8月8日 | 每週日18:30-20:00   |
| 民視無線台 | 臺灣   | 2021年2月20日 - 2021年6月5日  | 每週六22：00-23：30 |

## 概說
《幸福保衛戰》是民視全新推出的新型態綜藝節目， 內容結合「深度訪談」、「任務闖關」、「達人獻技」、「押注變現」等機制， 呈現「夫妻婚姻相處」、「實境競技挑戰」與「人性心理預測」全新綜藝風格。

## 歷史
- 2020年9月6日，本節目進行試錄。
- 2020年9月7日，本節目舉辦首錄記者會。
- 2020年9月19日，本節目開播，由愛妮雅化妝品冠名贊助。
- 2020年10月18日起，因應頻道節目時段調整，每週日晚間6點30分播出本節目精彩重播（從第一集開始播出）。
- 2020年12月25日，本節目宣布改版。
- 2021年1月2日，本節目播出改版後的全新內容。
- 2021年2月20日，本節目從第一集開始重播。
- 2021年6月26日起，因應頻道節目時段調整，本節目播出時間更改為每週日晚間6點30分播出。
- 2021年8月8日，本節目播出最後重播，後由明星許願池接檔播出。

## 主持人
| 主持人 | 主持期間                     | 主持集數       |
| 孫協志 | 2020年9月19日 - 2021年8月1日 | 第1集 - 第44集 |
| 王仁甫 | 2020年9月19日 - 2021年8月1日 | 第1集 - 第44集 |

## 賽制介紹

### 改版前
每集節目會有四對夫妻來接受各項關卡的挑戰，在關卡挑戰前製作單位會先發給每對參加節目的夫妻遊戲金，由每對夫妻一人負責押注，一人負責闖關，挑戰成功，押注金加倍；挑戰失敗，押注金沒收。最後所有關卡挑戰結束由獲得遊戲金最高的夫妻進行遊戲金變獎金，有機會帶走高額獎金。

### 改版後
每集節目會有四對「藝人家庭」、「藝人好友」組隊來參加來接受各項關卡的挑戰，在關卡挑戰前製作單位會先發給每對參加節目的夫妻遊戲金，由每對遊戲前進行押注，然後開始闖關，挑戰成功，押注金加倍；挑戰失敗，押注金沒收。最後所有關卡挑戰結束由獲得遊戲金最高的「藝人家庭」、「藝人好友」進行遊戲金變獎金，有機會帶走高額獎金。

## 遊戲介紹
| 遊戲名稱       | 規則 |
| 高處不勝寒     | 要站在3公尺的高台上，完成任務，如果秒數低於魔王，押注金加倍，如果秒數多於魔王，押注金沒收 |
| 推你曬太陽     | 一組有兩次機會，一人坐在圓台上，一人負責推，要把圓台推過紅線，如果有推過紅線，押注金加倍，如果沒有推過紅線，押注金沒收                                                                                    |
| 別耍牛脾氣     | 本遊戲為計時賽，一人要鬥牛機上，有分三級，由慢到快，如果在上面的時間比魔王多，押注金加倍，如果在上面的時間比魔王少，押注金沒收                                                                            |
| 真是好手腕     | 本遊戲要和魔王比腕力，如果扳倒魔王，押注金加倍，如果輸給魔王，押注金沒收 |
| 瀟灑走一回     | 要在長6公尺，寬5公分的扁管上走，如果順利通過，押注金加倍，如果沒有通過，押注金沒收 |
| 我是神射手     | 一組有10顆子彈，一人坐在轉盤下，一人射擊氣球，如果顆數比魔王多，押注金加倍，如果顆數比魔王少，押注金沒收                                                                                                  |
| 大力誰守       | 挑戰者聯手把魔王推出場外，但挑戰者要留在場內，如果留在場內的，押注金加倍，如果被魔王推出場外的，押注金沒收                                                                                                |
| 轉藍高手       | 每一組有三顆球的機會，如果投進藍框內的球數比魔王多，押注金加倍，如果投進藍框內的球數比魔王少，押注金沒收                                                                                                  |
| 高潮疊起       | 要把12個啤酒箱疊起來並站在上面還要保持平衡，如果時間低於魔王，押注金加倍，如果時間多於魔王魔王，押注金沒收 於第11集則改為不限時間，要把啤酒箱疊起來並站在上面還要保持平衡，如果箱子數高於魔王，押注金加倍 |
| 猜猜我是誰     | 一人要坐在箱子裡，另一人要用手摸，看那位是你的老婆，如果猜對的，押注金加倍，如果猜錯的，押注金沒收 |
| 獨跳大樑       | 雙腳踏在跳跳球上並通過3公尺的獨木橋，如果時間少於魔王，押注金加倍，如果時間多於魔王，押注金沒收 |
| 同竿共舞       | 四組輪流挑戰凌波舞，如果成功的，押注金加倍，如果失敗的，押注金沒收 |
| 漫步在雲端     | 本遊戲要兩位夫妻一起挑戰，要在長6公尺，寬5公分的扁管上走，如果順利通過，押注金加倍，如果沒有通過，押注金沒收                                                                                              |
| 北鼻救救我     | 一人要坐在椅子上，一人要套著手套喝水，計時一分鐘，如果在一分鐘水量超過3000cc即可過關，如果成功的，押注金加倍，如果失敗的，押注金沒收                                                                      |
| 乘風破浪       | 要站在衝浪板上，如果比魔王晚掉下來，押注金加倍，如果比魔王早掉下來，押注金沒收 |
| 比翼雙飛       | 要完成指定的瑜珈動作，如果順利完成的，押注金加倍，如果中途失敗的，押注金沒收 |
| 陪你去買菜     | 本遊戲要兩位夫妻一起挑戰，要在長6公尺，寬5公分的扁管上走，但要拿著菜籃，如果順利通過，押注金加倍，如果中途失敗，押注金沒收                                                                                |
| 步步為贏       | 要登上六座高塔，並成功取下彩球，如果過關的，押注金加倍，如果沒過關的，押注金沒收 |
| 粉愛粉愛你     | 一組有兩次機會，一人由後拉住前面那一位，前面那一位要吃到棉花糖，如果過關的，押注金加倍，如果沒過關的，押注金沒收                                                                                          |
| 財圓滾滾       | 本遊戲要兩位夫妻一起挑戰，要在長6公尺，寬5公分的扁管上走，但要拿著軟管，而軟管上還要加上拉炮，如果通過的時間比魔王少，押注金加倍，如果通過的時間比魔王多，押注金沒收                                      |
| 愛的爆爆       | 限時60秒，要矇住眼睛，並要抓破氣球，如果抓破的氣球比基準數多，押注金加倍，如果抓破的氣球比基準數少，押注金沒收                                                                                            |
| 下樑不正上樑歪 | 一人坐在塔頂上，一人要抽積木，如果根數多於魔王，押注金加倍，如果根數低於魔王，押注金沒收 |
| 天旋地轉踢踢樂 | 限時1分鐘把繃帶轉移給對方，各踢三顆足球，如果球數多於魔王，押注金加倍，如果球數低於魔王，押注金沒收 |
| 陪妳逛夜市     | 輪流接玉米，接的比較多的前兩名晉級第二輪，如果第二輪接最多的那一組，押注金加倍，其餘的組別，押注金沒收 於第13集改為輪流接玉米，接最多的那一組，押注金加倍，其餘的組別，押注金沒收                         |
| 親親的一個吻   | 限時一分鐘，身上綁著彈力繩往前衝，親到對方最多次的那一組，押注金加倍，其餘的組別，押注金沒收 |
| 繩來一筆       | 參賽者同時跳繩，被繩子拌到者淘汰，最後留在場上的那一組，押注金加倍，其餘的組別，押注金沒收 |
| 頭過身就過     | 三個圓洞各有紅燈，燈亮搶洞鑽過，最後留在場上的那一組，押注金加倍，其餘的組別，押注金沒收 |
| 我要強出投     | 限時90秒，2人穿彈力繩投球，1人頭戴籃框接球，接到最多球的那一組，押注金加倍，其餘的組別，押注金沒收 |
| 傳過嘴無痕     | 限時2分鐘，3人接力傳麵粉，最後麵粉傳最多的那一組，押注金加倍，其餘的組別，押注金沒收 |
| 我是出氣筒     | 1人頭戴氣球，另外2人負責踩氣球，最快破的那一組，押注金加倍，其餘的組別，押注金沒收 於第20集改為，挑讚者的頭戴氣球，然後自己踩氣球，最快破的那一組，押注金加倍，其餘的組別，押注金沒收                     |
| 先下手為強     | 輪流聽前奏，如要答題要先把汽球壓破，答對最多首歌的那一組，押注金加倍，其餘的組別，押注金沒收 |
| 我的麻糬會轉彎 | 每一組都有6顆麻糬的機會，1人負責踩麻糬，另外2人負責接麻糬，接到顆麻糬的那一組，押注金加倍，其餘的組別，押注金沒收                                                                                         |
| 頂上開花       | 四組兩兩分隊(例如:A選擇和B挑戰(那C就要和D)，那B要和A的另外一半進行挑戰，則A要和B的另外一半進行挑戰)，最快破的那一組晉級，最後獲勝者，押注金加倍，其餘的組別，押注金沒收                                   |

## 節目冠名
| 冠名贊助廠商 | 贊助日期間                   | 贊助集數 |
| 愛妮雅化妝品 | 2020年9月19日 ~ 2021年8月1日 | 全集數   |

## 把關魔王
- 備註：改版後無魔王

| 集數 | 播出日期   | 第一段         | 第二段             | 第三段     |
| 1    | 2020/9/19  | 呂紹帥         | 賴慧如             | 李佾明     |
| 2    | 2020/9/26  | 林明靜         | 楊程安             | H.double C |
| 3    | 2020/10/3  | 郭懿翧         | 陳萱丞             | 不適用     |
| 4    | 2020/10/10 | Nefer TiTi     | 李翰昇             | 不適用     |
| 5    | 2020/10/17 | 范婷雅         | 黃德光、邵秀蘭     | 不適用     |
| 6    | 2020/10/24 | 蔡宏毅         | Chris Carolyn      | 不適用     |
| 7    | 2020/10/31 | 梅芷菱         | 楊立微             | 不適用     |
| 8    | 2020/11/7  | 孫正學、夏鈴   | Richard            | 不適用     |
| 9    | 2020/11/14 | 王振豪、田政賢 | 黃湘語             | 不適用     |
| 10   | 2020/11/21 | 梅芷菱、藍翊云   | 陳濯恩             | 不適用     |
| 11   | 2020/11/28 | 曾郁豪、唐心磊 | 趙敦毅             | 不適用     |
| 12   | 2020/12/5  | 小美、曉環     | 李婉菁             | 不適用     |
| 13   | 2020/12/12 | 黃子謙         | 吳宗修             | 不適用     |
| 14   | 2020/12/19 | Ian Eric       | 台北麗湖有氧體操隊 | 不適用     |
| 15   | 2020/12/26 | 華江高中民俗隊 | 不適用             | 不適用     |
| 16   | 2021/1/23  | 不適用         | 不適用             | 不適用     |
| 17   | 2021/1/30  | 陳潔怡         | 阿懋               | 不適用     |
| 18   | 2021/2/6   | 宋佳政         | 中華大學競技啦啦隊 | 不適用     |

## 節目來賓

### 改版前
| 集數 | 首播日期   | 來賓                                                                  | 第一關 | 第二關 | 第三關 | 第四關 | 各隊排名及獎金個數 |
| 01   | 2020/9/19  | 哈孝遠 瑄瑄 艾成 王瞳 徐安 李妍萱 Eddie Ariel                         | 第一關-獎金押注挑戰-高處不勝寒 （老公挑戰） 1. 徐安（挑戰成功） 2. 哈孝遠（挑戰失敗） 3.艾成 （挑戰失敗） 4.Eddie (挑戰失敗） | 第二關-獎金押注挑戰-推你曬太陽 （老公挑戰） 1.徐安（挑戰失敗） 2.Eddie（挑戰成功） 3.艾成 （挑戰成功） 4. 哈孝遠（挑戰成功） | 第三關-獎金押注挑戰-別耍牛脾氣 （老婆挑戰） 1. Ariel（挑戰成功） 2. 瑄瑄（挑戰失敗） 3.王瞳 （挑戰失敗） 3-2.艾成 加碼挑戰（挑戰失敗） 4.李妍萱 （挑戰失敗） | 第四關-獎金押注挑戰-真是好手腕 （老公挑戰） 1. 哈孝遠 （挑戰成功） 2.艾成 （挑戰失敗） 3. 徐安（挑戰成功） 4. Eddie（挑戰成功）                | 第一名 哈孝遠 瑄瑄 獲得56000元 第二名 Eddie Ariel 獲得14000元 第三名 徐安 李妍萱 獲得9000元 第四名 艾成 王瞳 獲得1000元         |
| 02   | 2020/9/26  | 吳皓昇 文汶 江振愷 羅美玲 維尼爸 維尼媽 Tony 藍甯                     | 第一關-獎金押注挑戰-瀟灑走一回 （老婆挑戰） 1. 維尼媽（挑戰失敗） 2. 文汶 （挑戰失敗） 3.羅美玲 （挑戰失敗） 4.藍甯（挑戰失敗） 老公加碼挑戰 1. 維尼爸（挑戰失敗） 2. Tony（挑戰失敗） 3.江振愷 （挑戰失敗） 4. 吳皓昇 （挑戰成功） | 第二關-獎金押注挑戰-我是神射手 （老公挑戰） 1. Tony（挑戰失敗） 2.維尼爸 （挑戰失敗） 3.吳皓昇 （挑戰成功） 4. 江振愷 （挑戰成功） | 第三關-獎金押注挑戰-大力誰守 （老公挑戰） Tony（挑戰成功） 維尼爸 （挑戰成功） 江振愷 （挑戰失敗） 吳皓昇 （挑戰失敗） | 第四關-獎金押注挑戰-轉藍高手 （老公挑戰） 1.Tony （挑戰失敗） 2. 江振愷 （挑戰失敗） 3. 吳皓昇 （挑戰失敗） 4. 維尼爸（挑戰失敗）              | 第一名 吳皓昇 文汶 獲得16000元 第二名 Tony 藍甯 獲得2000元 第三名 江振愷 羅美玲 獲得1000元 第四名 維尼爸 維尼媽 獲得0元         |
| 03   | 2020/10/3  | 侯昌明 曾雅蘭 Jeff 劉雨柔 楊丞逸 林奈 劉國昌 王姿乃                   | 第一關-獎金押注挑戰-高潮疊起 （老公挑戰） 1. 侯昌明（挑戰失敗） 2. 劉國昌（挑戰成功） 3. Jeff（挑戰失敗） 4. 楊丞逸（挑戰成功） | 第二關-獎金押注挑戰-瀟灑走一回 （老婆挑戰） 1. 劉雨柔（挑戰失敗） 2. 曾雅蘭（挑戰失敗） 2-2 曾雅蘭 加碼挑戰（挑戰成功） 3. 林奈（挑戰失敗） 4. 王姿乃（挑戰失敗） | 第三關-獎金押注挑戰-猜猜我是誰 （老公挑戰） 1. 劉國昌（挑戰失敗） 2. Jeff（挑戰失敗） 3. 楊丞逸（挑戰失敗） 4. 侯昌明（挑戰成功） | 不適用 | 第一名 侯昌明 曾雅蘭 獲得5000元 第二名 劉國昌 王姿乃 獲得4000元 第三名 Jeff 劉雨柔 獲得0元 第四名 楊丞逸 林奈 獲得0元           |
| 04   | 2020/10/10 | 藍波 丸子 阿Ben 徐小可 Abao Nike 夏漢君 劉純汶                        | 第一關-獎金押注挑戰-高處不勝寒 （老公挑戰） 1.藍波（挑戰失敗） 2.夏漢君（挑戰失敗） 3.阿Ben（挑戰失敗） 4.Abao（挑戰失敗） | 第二關-獎金押注挑戰-獨挑大樑 （老婆挑戰） 1.劉純汶（挑戰失敗） 2.Nike（挑戰失敗） 3.丸子（挑戰成功） 4.徐小可（挑戰失敗） | 第三關-獎金押注挑戰-同竿共舞 （夫妻挑戰） 第一階段120公分 1.Abao Nike（挑戰成功） 2. 夏漢君 劉純汶（挑戰成功） 3.阿Ben 徐小可（挑戰成功） 4.藍波 丸子（挑戰成功） 往下閱讀 第二階段90公分 1.Abao Nike（挑戰成功） 2.夏漢君 劉純汶（挑戰成功） 3.阿Ben 徐小可（挑戰失敗） 4.藍波 丸子（挑戰成功） 第三階段80公分 1.Abao Nike（挑戰失敗） 2.夏漢君 劉純汶（挑戰成功） 3.藍波 丸子（挑戰成功） 第四階段70公分 1.夏漢君 劉純汶（挑戰成功） 2.藍波 丸子（挑戰失敗） 總結 藍波 丸子（挑戰失敗） 阿Ben 徐小可（挑戰失敗） Abao Nike（挑戰失敗） 夏漢君 劉純汶（挑戰成功） | 不適用 | 第一名 夏漢君 劉純汶 獲得24000元 第二名 藍波 丸子 獲得0元 第三名 阿Ben 徐小可 獲得0元 第四名 Abao Nike 獲得0元                  |
| 05   | 2020/10/17 | 民雄 芳芳 史丹利 GiGi Mike 胡嘉愛 張團畯 邑葵                         | 第一關-獎金押注挑戰-高處不勝寒 (老婆挑戰) 1.GiGi (挑戰失敗) 2.芳芳 (挑戰失敗) 3.邑葵 (挑戰失敗) 4.胡嘉愛 (挑戰失敗) | 第二關-獎金押注挑戰-漫步在雲端 (夫妻挑戰) 1.史丹利 GiGi (挑戰失敗) 2.民雄 芳芳 (挑戰成功) 3.Mike 胡嘉愛 (挑戰失敗) 4.張團畯 邑葵 (挑戰成功) | 第三關-獎金押注挑戰-北鼻救救我 (老公挑戰) 1.張團畯 (挑戰成功) 2.Mike (挑戰成功) 3.民雄 (挑戰成功) 4.史丹利 (挑戰失敗) | 不適用 | 第一名 張團畯 邑葵 獲得23000元 第二名 民雄 芳芳 獲得12000元 第三名 Mike 胡嘉愛 獲得8000元 第四名 史丹利 GiGi 獲得0元            |
| 06   | 2020/10/24 | 張克帆 兒 Paul 咪咪 曾晨恩 謝思穎 簡克偉 楊佳倩                       | 第一關-獎金押注挑戰-乘風破浪 (老公挑戰) 1.曾晨恩 (挑戰失敗) 2.Paul (挑戰失敗) 3.張克帆 (挑戰失敗) 4.簡克偉 (挑戰失敗) 孫協志 加碼挑戰（挑戰失敗） | 第二關-獎金押注挑戰-比翼雙飛 (夫妻挑戰) 1.Paul 咪咪 (挑戰失敗) 2.張克帆 双兒 (挑戰成功) 3.簡克偉 楊佳倩 (挑戰失敗) 4.曾晨恩 謝思穎 (挑戰失敗) | 第三關-獎金押注挑戰-推妳曬太陽 (老公挑戰) 1.張克帆 (挑戰失敗) 2.簡克偉 (挑戰成功) 3.Paul (挑戰成功) 4.曾晨恩 (挑戰成功) | 不適用 | 第一名 張克帆 双兒 獲得18000元 第二名 Paul 咪咪 獲得8000元 第三名 曾晨恩 謝思穎 獲得8000元 第四名 簡克偉 楊佳倩 獲得2000元        |
| 07   | 2020/10/31 | 游安順 陳心妤 Stanley 依依 陳群 汪庭安 蔣昊軒 李芷姍                  | 第一關-獎金押注挑戰-高處不勝寒 (老公挑戰) 1.蔣昊軒 (挑戰成功) 2.游安順 (挑戰成功) 3.陳群 (挑戰成功) 4.Stanley (挑戰成功) | 第二關-獎金押注挑戰-別耍牛脾氣 (老婆挑戰) 1.汪庭安 (挑戰失敗) 2.依依 (挑戰失敗) 3.李芷姍 (挑戰失敗) 4.陳心妤 (挑戰失敗) | 第三關-獎金押注挑戰-猜猜我是誰 (老公挑戰) 1.游安順 (挑戰成功) 2.陳群 (挑戰失敗) 3.蔣昊軒 (挑戰失敗) 4.Stanley (挑戰成功) | 不適用 | 第一名 Stanley 依依 獲得18000元 第二名 游安順 陳心妤 獲得11000元 第三名 陳群 汪庭安 獲得4000元 第四名 蔣昊軒 李芷姍 獲得0元     |
| 08   | 2020/11/7  | 彭偉庭 郭婷筠 Michael 楊皓如 小崧 花花 瑋哥 Yuko                      | 第一關-獎金押注挑戰-陪你去買菜 (夫妻挑戰) 1.瑋哥 Yuko (挑戰失敗) 2.小崧 花花 (挑戰失敗) 3.彭偉庭 郭婷筠 (挑戰失敗) 4.Michael 楊皓如 (挑戰失敗) | 第二關-獎金押注挑戰-下樑不正上樑歪 (老公挑戰) 1.小崧 花花 (挑戰2根) 2.瑋哥 Yuko (挑戰3根) 3.Michael 楊皓如 (挑戰3根) 4.彭偉庭 郭婷筠 (挑戰3根) | 第三關-獎金押注挑戰-同竿共舞 第一階段100公分 1.小崧 花花（挑戰成功） 2.Michael 楊皓如（挑戰成功） 3.瑋哥 Yuko（挑戰失敗） 4.彭偉庭 郭婷筠（挑戰失敗） 往下閱讀 第二階段90公分 1.小崧 花花（挑戰成功） 2.Michael 楊皓如（挑戰失敗） | 不適用 | 第一名 瑋哥 Yuko 獲得11000元 第二名 小崧 花花 獲得10000元 第三名 Michael 楊皓如 獲得6500元 第四名 彭偉庭 郭婷筠 獲得0元         |
| 09   | 2020/11/14 | Gino 何蓓蓓 （多情城市夫妻） KG Mico 蕭景鴻 Mei G先生 瑄瑄            | 第一關-獎金押注挑戰-步步為贏 (老公挑戰) 1.蕭景鴻(挑戰成功) 2.KG (挑戰成功) 3.Gino (挑戰成功) 4.G先生 (挑戰成功) | 第二關-獎金押注挑戰-獨跳大樑 (老婆挑戰) 1.何蓓蓓(挑戰失敗) 2. 瑄瑄(挑戰失敗) 3. Mico(挑戰失敗) 4. Mei(挑戰失敗) | 第三關-獎金押注挑戰-粉愛粉愛你 (夫妻挑戰) 1.蕭景鴻 Mei(挑戰成功) 2. G先生 瑄瑄 (挑戰失敗) 3. KG Mico(挑戰成功) 4. Gino 何蓓蓓(挑戰成功) | 不適用 | 第一名 Gino 何蓓蓓獲得40000元 第二名 KG Mico獲得18000元 第三名 蕭景鴻 Mei獲得14000元 第四名 G先生 瑄瑄獲得0元                   |
| 10   | 2020/11/21 | 蔡阿炮 依蓮 Melo Milly 班傑 Cindy 張耀中 江皇萱                       | 第一關-獎金押注挑戰-下樑不正上樑歪 (老公挑戰)(挑戰4根) 1.班傑 Cindy(挑戰成功) 2. 張耀中 江皇萱(挑戰失敗) 3. Melo Milly(挑戰成功) 4.蔡阿炮 依蓮(挑戰失敗) | 第二關-獎金押注挑戰-財圓滾滾 (夫妻挑戰) 1.蔡阿炮 依蓮(挑戰失敗) 2.班傑 Cindy (挑戰失敗) 加碼挑戰：班傑 Cindy (挑戰失敗) 3. Melo Milly(挑戰失敗) 4.張耀中 江皇萱(挑戰失敗) 加碼挑戰：孫協志 王仁甫 (挑戰失敗) | 第三關-獎金押注挑戰-愛的爆爆 (老婆挑戰) 1.江皇萱(挑戰成功) 2.Milly (挑戰失敗) 3.依蓮 (挑戰失敗) 4.Cindy(挑戰失敗) | 不適用 | 第一名 張耀中 江皇萱 獲得5000元 第二名 蔡阿炮 依 獲得0元 第三名 班傑 Cindy 獲得0元 第四名 Melo Milly 獲得0元                    |
| 11   | 2020/11/28 | 吳懷中 小龜 Leo 小茜 陳致遠 林秀琴 小慶 阿普                          | 第一關-獎金押注挑戰-天旋地轉踢踢樂 (夫妻挑戰) 1.陳致遠 林秀琴(挑戰成功) 2. Leo 小茜(挑戰成功) 3. 吳懷中 小龜(挑戰成功) 4.小慶 阿普(挑戰成功) | 第二關-獎金押注挑戰-高潮疊起 (老公挑戰) 1.Leo(挑戰成功) 2. 陳致遠(挑戰成功) 3. 小慶(挑戰成功) 4.吳懷中(挑戰成功) | 第三關-獎金押注挑戰-陪你逛夜市 (老婆挑戰) 孫協志(挑戰2根) 王仁甫(挑戰5根) 1.林秀琴(挑戰3根) 2. 阿普(挑戰2根) 3. 小龜(挑戰2根) 4.小茜(挑戰2根） 往下閱讀 第二階段 1.林秀琴(挑戰2根) 2. 阿普(挑戰3根) 3. 小龜(挑戰4根) 4.小茜(挑戰4根） | 不適用 | 第一名 Leo 小茜 獲得22000元 第二名 小慶 阿普獲得15000元 第三名陳致遠 林秀琴獲得6000元 第四名 吳懷中 小龜獲得0元                 |
| 12   | 2020/12/5  | 叫賣哥 周惠珊 孫國豪 Nini Chris 麥麥 樺爸 樺媽                        | 第一關-獎金押注挑戰-陪你去買菜 (夫妻挑戰) 1. 孫國豪 Nini(挑戰失敗） 2. 樺爸 樺媽(挑戰成功) 3. Chris 麥麥(挑戰失敗) 4.叫賣哥 周惠珊(挑戰失敗) | 第二關-獎金押注挑戰-高處不勝寒 (老公挑戰) 1.樺爸(挑戰失敗) 2. Chris(挑戰成功) 3. 叫賣哥(挑戰成功) 4.孫國豪(挑戰成功) | 第三關-獎金押注挑戰-推妳曬太陽 (老公挑戰) 1.叫賣哥 周惠珊(挑戰失敗) 2. 樺爸 樺媽(挑戰失敗) 3.孫國豪 Nini(挑戰成功) 4.Chris 麥麥(挑戰成功） | 不適用 | 第一名 孫國豪 Nini 獲得14000元 第二名 Chris 麥麥 獲得11000元 第三名 叫賣哥 周惠珊 獲得5000元 第四名 樺爸 樺媽 獲得0元           |
| 13   | 2020/12/12 | 傅子純 邱子芯 （多情城市夫妻） 吳子龍 家瑜 阿森 皮丘 承修 守舜        | 第一關-獎金押注挑戰-親親的一個吻 (夫妻挑戰) 1. 傅子純 邱子芯(挑戰3次） 2.阿森 皮丘 (挑戰5次) 3. 吳子龍 家瑜(挑戰5次) 4.承修 守舜(挑戰1次) | 第二關-獎金押注挑戰-高處不勝寒 (老公挑戰) 1.阿森(挑戰失敗) 2.承修 (挑戰成功) 3.吳子龍 (挑戰失敗) 4.傅子純(挑戰失敗) | 第三關-獎金押注挑戰-陪妳逛夜市 (老婆挑戰) 挑戰基準：5根 1.守舜(挑戰失敗) 2.邱子芯 (挑戰成功) 3.家瑜(挑戰失敗) 4.皮丘(挑戰失敗） | 不適用 | 第一名 阿森 皮丘 獲得9000元 第二名 吳子龍 家瑜 獲得7000元 第三名 傅子純 邱子芯 獲得5000元 第四名 承修 守舜 獲得0元              |
| 14   | 2020/12/19 | 撒基努 Maya 田山先生 田山太太 鄒承恩 愛寶 徐宇志 張雅婷               | 第一關-獎金押注挑戰-下樑不正上樑歪 (老公挑戰) 挑戰基準：4支 1. 鄒承恩(挑戰失敗） 2. 徐宇志(挑戰失敗) 3. 撒基努(挑戰成功) 4.田山先生(挑戰成功) | 第二關-獎金押注挑戰-同竿共舞 （夫妻挑戰） 第一階段120公分 1.田山先生 田山太太（挑戰成功） 2. 撒基努 Maya（挑戰成功） 3.鄒承恩 愛寶（挑戰成功） 4.徐宇志 張雅婷（挑戰成功） 往下閱讀 第二階段100公分 1.田山先生 田山太太（挑戰成功） 2.撒基努 Maya（挑戰成功） 3.鄒承恩 愛寶（挑戰成功） 4.徐宇志 張雅婷（挑戰成功） 第三階段90公分 1.田山先生 田山太太（挑戰成功） 2.撒基努 Maya（挑戰失敗） 3.鄒承恩 愛寶（挑戰失敗） 4.徐宇志 張雅婷（挑戰失敗） | 第三關-獎金押注挑戰-粉愛粉愛你 (夫妻挑戰) 1.徐宇志 張雅婷(挑戰失敗) 2. 田山先生 田山太太(挑戰成功) 3.鄒承恩 愛寶(挑戰成功) 4.撒基努 Maya(挑戰成功） | 不適用 | 第一名 撒基努 Maya 獲得38000元 第二名 田山先生 田山太太 獲得16000元 第三名 鄒承恩 愛寶 獲得10000元 第四名 徐宇志 張雅婷 獲得0元 |
| 15   | 2020/12/26 | 江俊翰 李又汝 （多情城市夫妻） 林道遠 靜香 章家瑄 施柏全 粘立人 Sandy | 第一關-獎金押注挑戰-繩來一筆 (夫妻挑戰) 第一階段 1. 江俊翰 (挑戰成功) 2.李又汝(挑戰成功） 3. 林道遠(挑戰成功) 4.靜香(挑戰成功) 5. 章家瑄(挑戰成功) 6.施柏全(挑戰成功) 7.粘立人(挑戰成功) 8.Sandy(挑戰失敗) 往下閱讀 第二階段 1. 江俊翰 (挑戰成功) 2.李又汝(挑戰失敗） 3. 林道遠(挑戰成功) 4.靜香(挑戰成功) 5. 章家瑄(挑戰成功) 6.施柏全(挑戰成功) 7.粘立人(挑戰成功) 第三階段 1. 江俊翰 (挑戰成功) 2. 林道遠(挑戰成功) 3.靜香(挑戰成功) 4. 章家瑄(挑戰成功) 5.施柏全(挑戰成功) 6.粘立人(挑戰失敗) 第四階段 1. 江俊翰 (挑戰成功) 2. 林道遠(挑戰成功) 3.靜香(挑戰成功) 4. 章家瑄(挑戰成功) 5.施柏全(挑戰失敗) 第五階段 1. 江俊翰 (挑戰失敗) 2. 林道遠(挑戰成功) 3.靜香(挑戰成功) 4. 章家瑄(挑戰成功) 第六階段 1. 林道遠(挑戰成功) 2.靜香(挑戰失敗) 3. 章家瑄(挑戰成功) 第七階段 1. 林道遠(挑戰成功) 2. 章家瑄(挑戰失敗) | 第二關-獎金押注挑戰-下樑不正上樑歪 (老公挑戰) 1.林道遠(挑戰3根) 2.施柏全 (挑戰5根) 3.粘立人(挑戰5根) 4.江俊翰(挑戰1根） | 第三關-獎金押注挑戰-頭過身就過 (老公挑戰) 第一階段 1.江俊翰(挑戰成功) 2. 林道遠(挑戰成功) 3.粘立人(挑戰失敗) 4.施柏全(挑戰成功） 往下閱讀 第二階段 1.江俊翰(挑戰成功) 2. 林道遠(挑戰成功) 3.施柏全(挑戰失敗) 第三階段 1.江俊翰(挑戰失敗) 2. 林道遠(挑戰成功) | 第四關-獎金押注挑戰-推妳曬太陽 (老公挑戰) 1.江俊翰 李又汝(挑戰失敗) 2.粘立人 Sandy(挑戰失敗) 3.章家瑄 施柏全(挑戰失敗) 4.林道遠 靜香(挑戰失敗) | 第一名 江俊翰 李又汝 獲得0元 第二名 粘立人 Sandy 獲得0元 第三名 章家瑄 施柏全 獲得0元 第四名 林道遠 靜香 獲得0元                |
| 16   | 2021/1/23  | 詹子晴、william 阿布、米雪 佩佩、余小魚 王瑋瑜、莎士比亞              | 第一關-獎金押注挑戰-親親的一個吻 (夫妻挑戰) 1.佩佩、余小魚(挑戰失敗) 2.詹子晴、william(挑戰失敗) 3.阿布、米雪(挑戰成功) 4.王瑋瑜、莎士比亞(挑戰失敗) | 第二關-獎金押注挑戰-猜猜我是誰 (老公挑戰) 1.余小魚(挑戰成功) 2.阿布(挑戰失敗) 3.莎士比亞(挑戰成功) 4.william(挑戰成功) | 第三關-獎金押注挑戰-同竿共舞 (夫妻挑戰) 第一階段120公分 1.佩佩、余小魚(挑戰成功) 2.阿布、米雪(挑戰成功) 3.詹子晴、william(挑戰成功) 4.王瑋瑜、莎士比亞(挑戰成功) 往下閱讀 第二階段100公分 1.佩佩、余小魚(挑戰成功) 2.阿布、米雪(挑戰成功) 3.詹子晴、william(挑戰成功) 4.王瑋瑜、莎士比亞(挑戰成功) 第三階段90公分 1.佩佩、余小魚(挑戰失敗) 2.阿布、米雪(挑戰成功) 3.詹子晴、william(挑戰失敗) 4.王瑋瑜、莎士比亞(挑戰失敗) | 第四關-獎金押注挑戰-我是出氣筒 (老公挑戰) 1.余小魚(挑戰失敗) 2.阿布(挑戰失敗) 3.william(挑戰失敗) 4.莎士比亞(挑戰成功)                         | 第一名 詹子晴、william 獲得5500元 第二名 阿布、米雪 獲得4000元 第三名 王瑋瑜、莎士比亞 獲得2000元 第四名 佩佩、余小魚 獲得0元   |
| 17   | 2021/1/30  | 陳隨意、謝宜君 李愛綺、Duke 黑皮、小乖 巴奇先生、張稜                 | 第一關-獎金押注挑戰-高潮疊起 (老婆挑戰) 1.謝宜君(挑戰成功) 2.張稜(挑戰成功) 3.小乖(挑戰成功) 4.李愛綺(挑戰失敗) | 第二關-獎金押注挑戰-瀟灑走一回 (老公挑戰) 1.Duke(挑戰失敗) 2.巴奇先生(挑戰失敗) 3.陳隨意(挑戰成功) 4.黑皮(挑戰成功) | 第三關-獎金押注挑戰-猜猜我是誰 (老公挑戰) 1.巴奇先生(挑戰失敗) 2.黑皮(挑戰失敗) 3.Duke(挑戰失敗) 4.陳隨意(挑戰成功) | 不適用 | 第一名 陳隨意、謝宜君 獲得21000元 第二名 黑皮、小乖 獲得8000元 第三名 巴奇先生、張稜 獲得0元 第四名 李愛綺、Duke 獲得0元        |
| 18   | 2021/2/6   | 鄧廣福、陳立芹 潘逸安、Vivian Justin、夏洛 劉俊宏、蔡品璇             | 第一關-獎金押注挑戰-財圓滾滾 (挑戰夫妻) 1.Justin、夏洛(挑戰失敗) 2.潘逸安、Vivian(挑戰失敗) 3.劉俊宏、蔡品璇(挑戰失敗) 4.鄧廣福、陳立芹(挑戰失敗) | 第二關-獎金押注挑戰-步步為贏 (老公挑戰) 1.潘逸安(挑戰成功) 2.Justin(挑戰失敗) 3.鄧廣福(挑戰成功) 4.劉俊宏(挑戰成功) | 第三關-獎金押注挑戰-頂上開花 (老公挑戰) 晉級賽 鄧廣福、蔡品璇(挑戰成功) VS 劉俊宏、陳立芹(挑戰失敗)潘逸安、夏洛(挑戰成功) VS Justin、Vivian(挑戰失敗) 往下閱讀 冠軍賽 鄧廣福、Vivian(挑戰失敗) VS 潘逸安、陳立芹(挑戰成功) | 不適用 | 第一名 潘逸安、Vivian 獲得8000元 第二名 鄧廣福、陳立芹 獲得10000元 第三名 劉俊宏、蔡品璇 獲得4000元 第四名 Justin、夏洛 獲得0元 |

### 改版後
| 集數         | 首播日期      | 來賓                                                                                 | 第一關 | 第二關 | 第三關 | 第四關 | 各隊排名及獎金個數 |
| 01           | 2021/1/2      | 張宇豪、張慧君、張宇文 王中平、余皓然、韓靖 方琦、梁又南、方璿 甄莉、甄詒、土強      | 第一關-獎金押注挑戰-我要強出投 1.方琦、梁又南、方璿(挑戰失敗) 2.甄莉、甄詒、土強(挑戰失敗) 3.王中平、余皓然、韓靖(挑戰成功) 4.張宇豪、張慧君、張宇文(挑戰失敗) | 第二關-獎金押注挑戰-繩來一筆 第一階段 1.王中平(挑戰成功) 2.張慧君(挑戰成功) 3.梁又南(挑戰成功) 4.甄莉(挑戰成功) 5.甄詒(挑戰失敗) 6.方琦(挑戰成功) 7.張宇文(挑戰成功) 8.韓靖(挑戰成功) 往下閱讀 第二階段 1.王中平(挑戰成功) 2.張慧君(挑戰成功) 3.梁又南(挑戰失敗) 4.甄莉(挑戰成功) 5.方琦(挑戰成功) 6.張宇文(挑戰成功) 7.韓靖(挑戰成功) 第三階段 1.王中平(挑戰成功) 2.張慧君(挑戰成功) 3.甄莉(挑戰失敗) 4.方琦(挑戰成功) 5.張宇文(挑戰成功) 6.韓靖(挑戰成功) 第四階段 1.王中平(挑戰成功) 2.張慧君(挑戰成功) 3.方琦(挑戰成功) 4.張宇文(挑戰失敗) 5.韓靖(挑戰成功) 第五階段 1.王中平(挑戰失敗) 2.張慧君(挑戰成功) 3.方琦(挑戰成功) 4.韓靖(挑戰成功) 第六階段 1.張慧君(挑戰成功) 2.方琦(挑戰成功) 3.韓靖(挑戰失敗) 第七階段 1.張慧君(挑戰成功) 2.方琦(挑戰失敗) | 第三關-獎金押注挑戰-粉愛粉愛你 1.甄莉、甄詒(挑戰失敗) 2.方琦、梁又南(挑戰成功) 3.張慧君、張宇文(挑戰失敗) 4.余皓然、韓靖(挑戰成功)   | 第四關-獎金押注挑戰-同竿共舞 第一階段130公分 1.梁又南、方璿(挑戰成功) 2.甄莉、甄詒(挑戰成功) 3.張慧君、張宇文(挑戰成功) 4.王中平、韓靖(挑戰成功) 往下閱讀 第二階段120公分 1.梁又南、方璿(挑戰成功) 2.甄莉、甄詒(挑戰成功) 3.張慧君、張宇文(挑戰成功) 4.王中平、韓靖(挑戰成功) 第三階段110公分 1.梁又南、方璿(挑戰成功) 2.甄莉、甄詒(挑戰成功) 3.張慧君、張宇文(挑戰成功) 4.王中平、韓靖(挑戰成功) 第四階段100公分 1.梁又南、方璿(挑戰成功) 2.甄莉、甄詒(挑戰失敗) 3.張慧君、張宇文(挑戰成功) 4.王中平、韓靖(挑戰成功) 第五階段90公分 1.梁又南、方璿(挑戰成功) 2.張慧君、張宇文(挑戰成功) 3.王中平、韓靖(挑戰失敗) 第六階段80公分 1.梁又南、方璿(挑戰失敗) 2.張慧君、張宇文(挑戰成功) 加碼挑戰70公分 張慧君、張宇文(挑戰成功) | 第一名 張宇豪、張慧君、張宇文 獲得5000元 第二名 王中平、余皓然、韓靖 獲得0元 第三名 方琦、梁又南、方璿 獲得0元 第四名 甄莉、甄詒、土強 獲得0元              |
| 02           | 2021/1/9      | 賴芊合、紅毛、余正鴻 夏宇童、賴薇如、惟毅 蔡允潔、馬國賢、筠熹 謝金晶、阿文、東諺    | 第一關-獎金押注挑戰-傳過嘴無痕 1.蔡允潔、馬國賢、筠熹(挑戰失敗) 2.謝金晶、阿文、東諺(挑戰失敗) 3.夏宇童、賴薇如、惟毅(挑戰成功) 4.賴芊合、紅毛、余正鴻(挑戰失敗) | 第二關-獎金押注挑戰-我是出氣筒 1.余正鴻(挑戰成功) 2.馬國賢(挑戰失敗) 3.夏宇童(挑戰失敗) 4.謝金晶(挑戰失敗) | 第三關-獎金押注挑戰-陪你去買菜 1.夏宇童、惟毅(挑戰成功) 2.紅毛、余正鴻(挑戰成功) 3.謝金晶、阿文(挑戰失敗) 4.蔡允潔、馬國賢(挑戰成功) | 不適用 | 第一名 夏宇童、賴薇如、惟毅 獲得24000元 第二名 賴芊合、紅毛、余正鴻 獲得9000元 第三名 蔡允潔、馬國賢、筠熹 獲得5000元 第四名 謝金晶、阿文、東諺 獲得1000元  |
| 03           | 2021/1/16     | 高慧君、高蕾雅、安歆澐 藍波、丸子、潔潔 亦帆、亦偉、吳廷安 陳慧娥、林吟蔚、Sara      | 第一關-獎金押注挑戰-先下手為強 第一階段 1.潔潔(挑戰失敗) 2.吳廷安(挑戰成功) 3.高慧君(挑戰失敗) 4.林吟蔚(挑戰失敗) 往下閱讀 第二階段 1.藍波(挑戰成功) 2.亦偉(挑戰失敗) 3.高蕾雅(挑戰失敗) 4.陳慧娥(挑戰失敗) 第三階段 1.丸子(挑戰失敗) 2.亦帆(挑戰失敗) 3.高蕾雅(挑戰成功) 4.Sara(挑戰失敗) 第四階段 1.潔潔(挑戰失敗) 2.吳廷安(挑戰失敗) 3.高慧君(挑戰失敗) 4.林吟蔚(挑戰成功) 第五階段 1.藍波(挑戰成功) 2.亦偉(挑戰失敗) 3.安歆澐(挑戰失敗) 4.陳慧娥(挑戰失敗) 第六階段 1.潔潔(挑戰失敗) 2.亦帆(挑戰成功) 3.高蕾雅(挑戰失敗) 4.Sara(挑戰失敗) 第七階段 1.潔潔(挑戰失敗) 2.吳廷安(挑戰成功) 3.高慧君(挑戰成功) 4.林吟蔚(挑戰失敗) 第八階段 1.藍波(挑戰失敗) 2.亦偉(挑戰失敗) 3.安歆澐(挑戰失敗) 4.陳慧娥(挑戰成功) 第九階段 1.藍波(挑戰成功) 2.亦偉(挑戰失敗) 3.高蕾雅(挑戰失敗) 4.林吟蔚(挑戰失敗) 總結 高慧君、高蕾雅、安歆澐(挑戰失敗) 藍波、丸子、潔潔(挑戰成功) 亦帆、亦偉、吳廷安(挑戰失敗) 陳慧娥、林吟蔚、Sara(挑戰失敗) | 第二關-獎金押注挑戰-我的麻糬會轉彎 1.陳慧娥、林吟蔚、Sara(挑戰成功) 2.亦帆、亦偉、吳廷安(挑戰成功) 3.高慧君、高蕾雅、安歆澐(挑戰失敗) 4.藍波、丸子、潔潔(挑戰成功) | 第三關-獎金押注挑戰-粉愛粉愛你 1.藍波、丸子(挑戰失敗) 2.林吟蔚、Sara(挑戰失敗) 3.高蕾雅、安歆澐(挑戰失敗) 4.亦帆、亦偉(挑戰成功)     | 第四關-獎金押注挑戰-陪你逛夜市 1.亦偉、吳廷安(挑戰失敗) 2.陳慧娥、林吟蔚(挑戰失敗) 3.高慧君、高蕾雅(挑戰失敗) 4.藍波、潔潔(挑戰成功) | 第一名 藍波、丸子、潔潔 獲得52000元 第二名 亦帆、亦偉、吳廷安 獲得21000元 第三名 陳慧娥、林吟蔚、Sara 獲得0元 第四名 高慧君、高蕾雅、安歆澐 獲得0元         |
| 初二特別企劃 | 2021年2月13日 | 佩佩、余小魚、雙胞媽 江振愷 羅美玲、美玲媽 彭偉庭、郭婷筠、婷筠媽 Paul、咪咪、咪咪媽 | 第一關-獎金押注挑戰-我的岳母是歌星 1.彭偉庭、郭婷筠、婷筠媽(挑戰成功) 2.佩佩、余小魚、雙胞媽(挑戰成功) 3.Paul、咪咪、咪咪媽(挑戰成功) 4.江振愷 羅美玲、美玲媽(挑戰失敗) | 第二關-獎金押注挑戰-歡喜來見麵 1.江振愷 羅美玲、美玲媽(挑戰成功) 2.彭偉庭、郭婷筠、婷筠媽(挑戰成功) 3.佩佩、余小魚、雙胞媽(挑戰失敗) 4.Paul、咪咪、咪咪媽(挑戰成功) | 第三關-獎金押注挑戰-丈母娘選女婿 1.雙胞媽(挑戰失敗) 2.咪咪媽(挑戰成功) 3.婷筠媽(挑戰成功) 4.美玲媽(挑戰成功)                         | 第四關-獎金押注挑戰-爆竹一聲除舊歲 1.Paul、咪咪、咪咪媽(挑戰失敗) 2.彭偉庭、郭婷筠、婷筠媽(挑戰失敗) 3.江振愷 羅美玲、美玲媽(挑戰成功) 4.佩佩、余小魚、雙胞媽(挑戰失敗) | 第一名 江振愷 羅美玲、美玲媽 獲得13000元 第二名 彭偉庭、郭婷筠、婷筠媽 獲得18000元 第三名 Paul、咪咪、咪咪媽 獲得9000元 第四名 佩佩、余小魚、雙胞媽 獲得0元 |

## 收視率
| 週數                                              | 播映日期       | 平均收視率   | 同時段排名   | 備註                                                 |
| 1                                                 | 2020年9月19日  | 1.23         | 2            | 即日起民視無線台每週六晚上10：00首播                 |
| 2                                                 | 2020年9月26日  | 1.06         | 4            | 同時段三立及公視轉播第55屆金鐘獎                     |
| 3                                                 | 2020年10月3日  | 無收視率調查 | 無收視率調查 | 同時段台視轉播第31屆金曲獎, 50歲以上收視率2.11       |
| 4                                                 | 2020年10月10日 | 0.97         | 2            |                                                      |
| 5                                                 | 2020年10月17日 | 1.01         | 2            |                                                      |
| 6                                                 | 2020年10月24日 | 1.01         | 2            |                                                      |
| 7                                                 | 2020年10月31日 | 1.32         | 2            |                                                      |
| 8                                                 | 2020年11月7日  | 1.14         | 2            |                                                      |
| 9                                                 | 2020年11月14日 | 1.57         | 1            |                                                      |
| 10                                                | 2020年11月21日 | 無收視率調查 | 無收視率調查 | 同時段台視轉播第57屆金馬獎, 50歲以上收視率2.02       |
| 11                                                | 2020年11月28日 | 1.20         | 2            |                                                      |
| 12                                                | 2020年12月5日  | 1.26         | 2            |                                                      |
| 13                                                | 2020年12月12日 | 無收視率調查 | 無收視率調查 | 50歲以上收視率2.02                                   |
| 14                                                | 2020年12月19日 | 1.07         | 2            |                                                      |
| 15                                                | 2020年12月26日 | 1.31         | 2            |                                                      |
| 16                                                | 2021年1月2日   | 1.32         | 2            | 本節目全新改版                                       |
| 17                                                | 2021年1月9日   | 0.92         | 3            |                                                      |
| 18                                                | 2021年1月16日  | 1.09         | 2            |                                                      |
| 19                                                | 2021年1月23日  | 1.08         | 2            | 播出改版前存檔                                       |
| 20                                                | 2021年1月30日  | 1.34         | 2            | 播出改版前存檔                                       |
| 21                                                | 2021年2月6日   | 無收視率調查 | 無收視率調查 | 播出改版前存檔                                       |
| 22                                                | 2021年2月13日  | 無收視率調查 | 無收視率調查 | 初二特別企劃                                         |
| 23                                                | 2020年2月20日  | 無收視率調查 | 無收視率調查 | 即日起本節目改播出重播版                             |
| 24                                                | 2020年2月27日  | 無收視率調查 | 無收視率調查 | 播出重播版                                           |
| 25                                                | 2021年3月6日   | 無收視率調查 | 無收視率調查 | 播出重播版                                           |
| 26                                                | 2021年3月13日  | 無收視率調查 | 無收視率調查 | 播出重播版                                           |
| 27                                                | 2021年3月20日  | 無收視率調查 | 無收視率調查 | 播出重播版                                           |
| 28                                                | 2021年3月27日  | 無收視率調查 | 無收視率調查 | 播出重播版                                           |
| 29                                                | 2021年4月3日   | 無收視率調查 | 無收視率調查 | 播出重播版                                           |
| 30                                                | 2021年4月10日  | 無收視率調查 | 無收視率調查 | 播出重播版                                           |
| 31                                                | 2021年4月17日  | 無收視率調查 | 無收視率調查 | 播出重播版                                           |
| 32                                                | 2021年4月24日  | 無收視率調查 | 無收視率調查 | 播出重播版                                           |
| 33                                                | 2020年5月1日   | 無收視率調查 | 無收視率調查 | 播出重播版                                           |
| 34                                                | 2020年5月8日   | 無收視率調查 | 無收視率調查 | 播出重播版                                           |
| 35                                                | 2021年5月15日  | 無收視率調查 | 無收視率調查 | 播出重播版                                           |
| 36                                                | 2021年5月22日  | 無收視率調查 | 無收視率調查 | 播出重播版                                           |
| 37                                                | 2021年5月29日  | 無收視率調查 | 無收視率調查 | 播出重播版                                           |
| 38                                                | 2021年6月5日   | 無收視率調查 | 無收視率調查 | 播出重播版                                           |
| 2021年6月12日，因播出民視電影院，故暫停播出一次。 |                |              |              |                                                      |
| 2021年6月19日，因播出民視電影院，故暫停播出一次。 |                |              |              |                                                      |
| 2021年6月26日，因播出民視電影院，故暫停播出一次。 |                |              |              |                                                      |
| 39                                                | 2021年6月27日  | 無收視率調查 | 無收視率調查 | 播出重播版，即日起民視無線台改至每週日晚上18：30播出 |
| 40                                                | 2021年7月4日   | 無收視率調查 | 無收視率調查 | 播出重播版                                           |
| 41                                                | 2021年7月11日  | 無收視率調查 | 無收視率調查 | 播出重播版                                           |
| 42                                                | 2021年7月18日  | 無收視率調查 | 無收視率調查 | 播出重播版                                           |
| 43                                                | 2021年7月25日  | 無收視率調查 | 無收視率調查 | 播出重播版                                           |
| 44                                                | 2021年8月1日   | 無收視率調查 | 無收視率調查 | 播出重播版最終集，下週起由明星許願池接檔播出         |
| 平均收視率                                        | 平均收視率     | 1.17         | 2            | 不包含第3集、第10集、第13集、第21集 ~ 第44集         |

1. 同时段或交叉时段主要节目：

- 三立台灣台：《超級夜總會》
- 三立都會台：《浪漫輸給你》/《天巡者》/《戀愛是科學》/《未來媽媽》（重播）
- 華視主頻：《天才衝衝衝》
- 台視：《因為我喜歡你》/《浪漫醫生金師傅2》/《植劇場：戀愛沙塵暴》（重播）/《閱讀時光Ⅱ－玫瑰玫瑰我愛你》（重播）/《閱讀時光Ⅱ－生活是甜蜜》（重播）/《大嘻哈時代》/《綜藝玩很大》
- 公共電視台：十點：《我的婆婆怎麼那麼可愛》/《俗女養成記》（重播）/《返校》/《大債時代》/《天橋上的魔術師》/《老姑婆的古董老菜單》（重播）/《火神的眼淚》/《若是一個人》（重播）/《神之鄉》、十一點：《公視表演廳》
- 中視：《綜藝玩很大》

1. 由AC尼爾森調查，調查範圍是四歲以上收看電視之觀眾。
2. 資料來源：宏將週報 （页面存档备份，存于）。

## 製作團隊
- 監製：詹嘉文
- 製作人：崔長華、蔡瑞堂
- 執行製作人：洪毓足、許志成
- 製作群：鄭凱陽、楊惠敏、李誼桂、張庭慈
- 節目宣傳：蔡滄波、杜蕙如、黃韻靜、陳玲慧、王智煦、吳政原、鄧清修、李伊婷、潘怡如、蔡郁庭、李姵瑩、洪雨汝、徐慈蔓、鄭雅慧、李清福
- 動畫設計：民視動畫組
- 音效設計：音樂達
- Keyboard: 莊思源
- 剪接：孫嫄雅、劉裘斯
- 旁白：黃宗一
- 後期工程：王奕哲
- 燈光音響：必應創造
- 電視牆：輝影
- 字幕：民視字幕室
- 造型設計：KEVIN
- 梳化：黃雅慧、lan
- 佈景：民視木工班
- 搭景：立正工程行
- 電工：呂進富
- 攝影：劉晶元、林桂鋒、陳秉享、王君頌、石耀文
- 攝影助理：陳仕霖
- 燈光：蔡世勳、陳封宇
- 成音：顏銘煌、高敏政
- 視訊：陳子璋
- 美術指導：蕭憶雰
- 技術指導：鄭智榮
- 現場指導：張學翊
- 助理導播：林敏雲
- 導播：王志弘
- 製作公司：麗群影視
- 監製公司：民視電視股份有限公司
- 贊助商：愛妮雅化妝品

## 外部連結
- 明星許願池的Facebook專頁(後因節目改革Facebook專頁名稱改為明星許願池)
- YouTube上的明星許願池頻道